# Nativa (canal de televisión)
Nativa, anteriormente conocido como UCI TV (siglas de Un Canal Inteligente), es un canal de televisión peruano, lanzado en 2018. Pertenece a Easy Telecom SAC y se transmite a través de televisión digital terrestre (TDT) y, además, está en diferentes cableoperadores a nivel nacional.
Su sede de transmisiones se encuentran en la ciudad de Lima.

## Historia
El canal está bajo la dirección general de Miguel del Castillo (hijo de Jorge del Castillo), quien destacó por redactar un plan alternativo de gobierno para Pedro Castillo y fundar el partido Primero La Gente.
En los primeros años, el canal se emitía con la marca UCI. El medio fue responsable de la emisión de un comunicado de militares exiliados del Gobierno de Nicolás Maduro en apoyo a Juan Guaidó. Estuvo aliado con el canal comunitario Salgalú TV.
En 2022, el canal cambió de lineamiento y además al área periodística se incorporaron figuras como Mávila Huertas, Víctor Caballero (creador de El Diario de Curwen), Patricia del Río, Raúl Tola y Paola Ugaz. En 2023, estrenó el programa político de la exministra Marisol Pérez Tello, que se emitió también en Internet.
En 2024, el canal apostó por la plataforma digital de fútbol, después de concretar el convenio que tuvo con Federación Peruana de Fútbol en 2019 y que caducaría en 2028. Como resultado, el 70 % de su programación es deportiva. De hecho, el canal se comprometió a transmitir todos los partidos de la segunda división de fútbol peruano.
Mientras el canal apostó por el fútbol, la Asociación Nacional de Periodistas reveló que el dueño del medio habría dejado de pagar a sus trabajadores, muchos de los cuales estaban contratados por honorarios por la empresa matriz, Easy Telecom, lo que redujo los horarios dedicados al contenido político. Los empleados habrían firmado un contrato de no divulgación para trabajar con terceros.

## Señales

### TDT
| Ciudad   | Canal virtual      | Contenido |
| -------- | ------------------ | --- |
| Lima     | 18.1 (subcanal SD) | Es la señal en resolución estándar del canal, lanzada en 2017. Emite en 480i a 60 bandas por segundo. La señal se emite en 16:9 al igual que la señal HD. |
| Lima     | 20.3 (subcanal HD) | Es la señal principal del canal. Emite en alta definición, fue lanzada en 2017 y transmite a 1080i a 60 bandas por segundo.                               |
| Arequipa | 6.3 (subcanal HD)  | Es la señal principal del canal. Emite en alta definición, fue lanzada en 2017 y transmite a 1080i a 60 bandas por segundo.                               |
| Cusco    | 2.3 (subcanal HD)  | Similar a Arequipa. Operado por Compañía de Televisión Cuzqueña.                                                                                          |

### Cableoperador
Nativa televisión trabaja bajo dos modalidades con los cableoperadores: transmisión nacional y transmisión regional.

#### Transmisión nacional
Bajo esta modalidad, Nativa televisión es transmitida por tres cableoperadores: Claro TV, Movistar TV y DirecTV (en directo).

#### Transmisión regional
Dependiendo del departamento, Nativa televisión tiene contratos con diferentes cableoperadores. Entre los más conocidos se encuentran Best Cable (Lima, Callao, Lambayeque, Áncash), Cablemas (Lima, Callao, Apurímac, Cusco, Madre de Dios, Puno, Tacna y Tumbes), Súper Cable (Piura) y CablenorTV (Lambayeque, La Libertad, Junín, Huánuco y Ayacucho).

## Programación
La programación del canal es generalista. Destacaron programas de política como Hackeando la política, y Pasa la voz (entretenimiento). Nativa trasmite ficciones propias, incluida la producción peruana Guau, miau y güi, con Reynaldo Arenas.
Además, transmite eventos deportivos en vivo como los Juegos Universitarios Nacionales, la Liga Profesional de Fútbol 7 y el Torneo de Promoción y Reservas. Para 2023 el medio posee los derechos de emisión de todos los partidos de la Liga Femenina y la Liga 2 de Perú. Adicionalmente se emitieron los encuentros realizados de Gianluca Lapadula en la Serie B de Italia y la participación de Universitario de Deportes en la Copa Libertadores Femenina.

### Programas informativos
- Al vuelo: Conducido por Raúl Tola
- Conéctate: Conducido por Mayra Álvarez
- Las mañanas: Conducido por Carlos Cornejo
- Pulso informativo: Conducido por Rodolfo Lara
- Diálogo y debate: Conducido por Víctor López García
- Nativa a fondo: Conducido por Paola Ugaz y Nélida Maquera

### Programas variados
- Es top: Conducido por Stephany Cedrón
- Enfocados: Conducido por Rubén Peralta
- Dimensión 33: Conducido por Anthony Choy
- Vino sin poses: Conducido por Jorge Oblitas
- Charlas de café: Conducido por Víctor Bazán
- Dosis de salud: Conducido por el Dr. Dante Nicho
- Milenial TV: Conducido por Roy Prialé, Celeste Peñaherrera, Vania Salazar, Betty Ramirez y Romina Acevedo
- Tardes en familia:[25] Conducido por Hassan Rojas, Beatriz Martínez y Kimberly Cubas

### Programas deportivos
- Sport and food: Conducido por Miguel Gutiérrez
- Nativa Deportes: Conducido por Miguel Gutierrez.

### Programas deportivos temáticos
Programas para los hinchas de Alianza Lima y Universitario de Deportes:
- Tiempo crema: Conducido por Jaime Guerrero, Eloy Rivera y Karina Díaz
- Pelota de trapo: Conducido por Álvaro Pletikošić

## Cobertura deportiva
- Liga 1 (un partido a la fecha, retransmisión de L1Max)
- Liga 2
- Liga Femenina FPF
- Torneo de Reservas
- Futsal Pro FPF
- Copa Libertadores Femenina
- Copa Libertadores Sub-20
- Copa Libertadores de Futsal
- Copa Libertadores de Fútbol Playa

## Figuras más reconocidas
Entre las figuras más reconocidas que trabajan en Nativa se encuentran:
- Carlos Cornejo, periodista y columnista[26]
- Rocío Miranda, exvoleibolista
- Raúl Tola, periodista y escritor
- Anthony Choy, ufólogo y periodista[27]
- Jean Paul Strauss, cantante y actor[28]
- Patricia del Río, periodista, locutora y personalidad de radio

## Nativa+ (canal digital)
Este es el canal digital de la televisora y transmite todos sus contenidos por internet y de forma gratuita a través de su página web y sus canales de Facebook, Instagram, Twitter y YouTube.